# Zeacolpus knoxi tardior
Zeacolpus knoxi tardior es una subespecie de molusco gasterópodo de la familia Turritellidae. 

## Distribución geográfica
Se encuentra en Nueva Zelanda